# Ken Calvert
Kenneth Stanton Calvert dit Ken Calvert, né le 8 juin 1953 à Corona (Californie), est un homme politique américain, représentant républicain de Californie à la Chambre des représentants des États-Unis depuis 1993.

## Biographie
Ken Calvert est originaire de Corona dans le comté de Riverside. Il obtient en 1975 son bachelor of arts de l'université d'État de San Diego. En 1982, il se présente à la Chambre des représentants des États-Unis mais échoue à obtenir l'investiture républicaine. De 1984 à 1988, il prend la tête du Parti républicain du comté de Riverside.
Après une carrière dans l'immobilier, il est élu représentant en 1992 en battant de justesse Mark Takano avec 46,7 % des voix contre 46,4 % pour le démocrate. Il représente le 43e district de Californie qui englobe l'ouest du comté de Riverside. Après la révélation de ses rapports sexuels avec une prostituée, il est considéré comme en danger pour les élections de 1994. Il remporte cependant la primaire républicaine face au conservateur Joe Khoury et est largement réélu avec 54,7 % des suffrages contre 38,4 % pour Takano, qu'il affrontait à nouveau.
Il rassemble environ 55 % des voix en 1996 et 1998, puis est réélu avec des scores supérieurs à 60 % des suffrages de 2000 à 2006. En 2008, il n'est réélu qu'avec 51,2 % des voix face au démocrate Bill Hedrick. Lors des élections de 2010, il bat à nouveau Hedrick avec 55,6 % des suffrages. Il est réélu en 2012 et 2014 avec respectivement 60,6 % et 65,7 % des voix.

## Historique électoral

### Chambre des représentants
| Année | Ken Calvert | Démocrate | PFP   | Lib    | Vert  | NLP    | AIP   |
| ----- | ----------- | --------- | ----- | ------ | ----- | ------ | ----- |
| Année |             |           |       |        |       |        |       |
| 1992  | 46,7 %      | 46,4 %    | —     | 2,6 %  | —     | —      | 3,2 % |
| 1994  | 54,7 %      | 38,4 %    | —     | 6,2 %  | —     | —      | —     |
| 1996  | 54,7 %      | 38,0 %    | —     | —      | —     | 3,7 %  | —     |
| 1998  | 55,7 %      | 37,8 %    | —     | —      | 3,7 % | 2,8 %  | —     |
| 2000  | 73,7 %      | —         | —     | 15,6 % | —     | 10,7 % | —     |
| 2002  | 63,7 %      | 31,6 %    | —     | —      | 4,8 % | —      | —     |
| 2004  | 61,6 %      | 35,0 %    | 3,4 % | —      | —     | —      | —     |
| 2006  | 60,0 %      | 37,0 %    | 3,0 % | —      | —     | —      | —     |
| 2008  | 51,2 %      | 48,8 %    | —     | —      | —     | —      | —     |
| 2010  | 55,6 %      | 44,4 %    | —     | —      | —     | —      | —     |
| 2012  | 60,6 %      | 39,4 %    | —     | —      | —     | —      | —     |
| 2014  | 65,7 %      | 34,3 %    | —     | —      | —     | —      | —     |
| 2016  | 59,2 %      | 40,8 %    | —     | —      | —     | —      | —     |
| 2018  | 56,5 %      | 43,5 %    | —     | —      | —     | —      | —     |
| 2020  | 57,1 %      | 42,9 %    | —     | —      | —     | —      | —     |
| 2022  | 52,3 %      | 47,6 %    | —     | —      | —     | —      | —     |
| 2024  | 51,7 %      | 48,3 %    | —     | —      | —     | —      | —     |